# Ifs
Ifs (ifⓘ) es una población y comuna francesa, situada en la región de Baja Normandía, departamento de Calvados, en el distrito de Caen y cantón de Caen-10.

## Demografía
| 1791 | 2681 | 4574 | 5635 | 6974 | 9208 |
| Para los censos de 1962 a 1999 la población legal corresponde a la población sin duplicidades (Fuente: INSEE [Consultar]) |      |      |      |      |      |